# استاب‌هاب
استاب‌هاب (: StubHub) شرکت نرم‌افزار آمریکایی است، که در سال ۲۰۰۰ تأسیس شد.